# The Shadow Of Your Smile
| Recensione | Giudizio |
| ---------- | -------- |
| AllMusic   | [ 2 ]    |

The Shadow of Your Smile è il secondo album discografico della cantante brasiliana Astrud Gilberto, pubblicato dalla casa discografica Verve Records nel settembre del 1965.

## Tracce

### LP
Lato A
1. The Love Theme from The Sandpiper (The Shadow of Your Smile) – 2:30 (Paul Francis Webster, Johnny Mandel)
2. (Take Me To) Aruanda (Cantato in portoghese e in inglese) – 2:25 (Carlos Lyra, Norman Gimbel (testo in inglese), Geraldo Vandre)
3. Manhã de Carnaval (Cantato in portoghese) – 1:55 (Luiz Bonfá, Antônio Maria)
4. (In Other Words) Fly Me to the Moon (Cantato in inglese) – 2:15 (Bart Howard)
5. The Gentle Rain (Cantato in inglese) – 2:20 (Matt Dubey, Luiz Bonfá)
6. Non-Stop to Brazil (Cantato in inglese) – 2:30 (Luiz Bonfá, Norman Gimble (testo in inglese), Matt Duby)

Lato B
1. O Ganso – 2:04 (Luiz Bonfá)
2. Who Can I Turn To? (When Nobody Needs Me) (Cantato in inglese) – 2:07 (Leslie Bricusse, Anthony Newley)
3. Day by Day (Cantato in inglese) – 2:05 (Sammy Cahn, Axel Stordahl, Paul Weston)
4. Tristeza (Cantato in portoghese) – 2:20 (Luiz Bonfá, Maria Toledo)
5. Funny World (Theme of Motion Picture Malamondo) (Cantato in inglese) – 2:25 (Alan Brandt, Ennio Morricone)

## Musicisti
The Shadow of Your Smile / (Take Me To) Aruanda / Manhã de Carnaval / The Gentle Rain / Non-Stop to Brazil
- Astrud Gilberto - voce
- Kai Winding - trombone
- Bob Brookmeyer - trombone a pistoni
- Don Sebesky - arrangiamenti, conduttore musicale
- altri componenti dell'orchestra sconosciuti
- Registrazioni del 3 giugno 1965 in Los Angeles, California

(In Other Words) Fly Me to the Moon / Who Can I Turn To? (When Nobody Needs Me) / Funny World
- Astrud Gilberto - voce
- Urbie Green - trombone
- Claus Ogerman - arrangiamenti, conduttore musicale
- altri componenti dell'orchestra sconosciuti
- Registrazioni del 21 ottobre 1964 al A&R Recording di New York City, New York

O Ganso
- Astrud Gilberto - voce
- João Donato - arrangiamento, conduttore musicale
- altri componenti dell'orchestra sconosciuti
- Registrazione del 25 maggio 1965 in Los Angeles, California

Day by Day
- Astrud Gilberto - voce
- Urbie Green - trombone
- Claus Ogerman - arrangiamento, conduttore musicale
- altri componenti dell'orchestra sconosciuti
- Registrazione del 4 febbraio 1965 al RCA Studios di New York City, New York

Tristeza
- Astrud Gilberto - voce
- Bob Brookmeyer - trombone
- altri componenti dell'orchestra sconosciuti
- Registrazione del 27 maggio 1965 in Los Angeles, California[4]

Note aggiuntive
- Creed Taylor - produttore
- Registrazioni effettuate al RCA Studios di New York il 4 febbraio 1965, Bob Simpson ingegnere delle registrazioni
- Registrazioni effettuate al A&R Studios di New York il 21 ottobre 1964; 25 maggio, 3 e 4 giugno 1965, Phil Ramone ingegnere delle registrazioni
- Val Valentin - direttore delle registrazioni
- João Donato - arrangiamenti (brani: O Ganso e (Take Me To) Aruanda)
- Claus Ogerman - arrangiamenti (brani: Who Can I Turn To?, Day by Day, Funny World e Fly Me to the Moon)
- Don Sebesky - arrangiamenti (brani: The Shadow of Your Smile, The Gentle Rain e Non-Stop to Brazil)
- Ken Harrison - foto copertina album originale
- Frederick Warner - note retrocopertina album originale[3]

## Classifica
Album
| Anno | Classifica    | Posizione raggiunta |
| ---- | ------------- | ------------------- |
| 1965 | Billboard 200 | 66                  |